# Dutch Open 2005
Die Dutch Open 2005 im Badminton fanden vom 12. bis 16. Oktober 2005 im Sportcentrum De Maaspoort in Den Bosch statt.

## Sieger und Platzierte
| Disziplin    | Gold                                 | Silber                              | Bronze                          |
| ------------ | ------------------------------------ | ----------------------------------- | ------------------------------- |
| Herreneinzel | Muhammad Hafiz Hashim                | Shoji Sato                          | Sho Sasaki                      |
| Herreneinzel | Muhammad Hafiz Hashim                | Shoji Sato                          | Anders Boesen                   |
| Dameneinzel  | Xu Huaiwen                           | Yao Jie                             | Kanako Yonekura                 |
| Dameneinzel  | Xu Huaiwen                           | Yao Jie                             | Juliane Schenk                  |
| Herrendoppel | Choong Tan Fook Lee Wan Wah          | Tadashi Ohtsuka Keita Masuda        | Fairuzizuan Tazari Lin Woon Fui |
| Herrendoppel | Choong Tan Fook Lee Wan Wah          | Tadashi Ohtsuka Keita Masuda        | Tony Gunawan Halim Haryanto     |
| Damendoppel  | Mia Audina Lotte Bruil               | Wong Pei Tty Chin Eei Hui           | Kumiko Ogura Reiko Shiota       |
| Damendoppel  | Mia Audina Lotte Bruil               | Wong Pei Tty Chin Eei Hui           | Aki Akao Tomomi Matsuda         |
| Mixed        | Robert Mateusiak Nadieżda Kostiuczyk | Ingo Kindervater Kathrin Piotrowski | Fairuzizuan Tazari Ooi Sock Ai  |
| Mixed        | Robert Mateusiak Nadieżda Kostiuczyk | Ingo Kindervater Kathrin Piotrowski | Wouter Claes Nathalie Descamps  |

## Finalresultate
| Disziplin    | Sieger                               | Finalist                            | Ergebnis    |
| ------------ | ------------------------------------ | ----------------------------------- | ----------- |
| Herreneinzel | Muhammad Hafiz Hashim                | Shoji Sato                          | 15–4, 15–12 |
| Dameneinzel  | Xu Huaiwen                           | Yao Jie                             | 11–7, 11–2  |
| Herrendoppel | Choong Tan Fook Lee Wan Wah          | Tadashi Ohtsuka Keita Masuda        | 15–7, 15–4  |
| Damendoppel  | Mia Audina Lotte Bruil               | Wong Pei Tty Chin Eei Hui           | 15–9, 15–10 |
| Mixed        | Robert Mateusiak Nadieżda Kostiuczyk | Ingo Kindervater Kathrin Piotrowski | 15–5, 15–5  |